# Glaphyra rufosternalis
Glaphyra rufosternalis är en skalbaggsart som först beskrevs av Hayashi 1984.  Glaphyra rufosternalis ingår i släktet Glaphyra och familjen långhorningar.
Artens utbredningsområde är Taiwan. Inga underarter finns listade i Catalogue of Life.